# Konon
Konon, papa od 21. listopada 686. do 21. rujna 687. godine.